# ملعب يوهان كرويف
ملعب يوهان كرويف (بالكتالونية: Estadi Johan Cruyff) هو ملعب كرة قدم تابع لنادي برشلونة يقع في سان خوان ديسباي في مدينة برشلونة في إسبانيا ويقع بالقرب من مدينة جوان غامبر الرياضية مقر تدريب الفريق الأول ومقر أكادمية النادي.
يعتبر الملعب من ملاعب التصنيف الثالث التابع لليويفا ويتسع لستة آلاف مشجع. وهو جزء من مشروع إسباي بارسا (Espai Barça) وبُني ليحل محل ملعب ميني ستادي الذي أغلق في عام 2019 ثم تم هدمه.